# Marian Ivan
Marian Ivan (Bucareste, 1 de junho de 1969) é um ex-futebolista romeno que atuava como atacante. 

## Carreira
Disputou a Copa de 1994 como reserva. Pela Seleção Romena, jogou apenas três partidas, todas em 1994.